# Hansa-Haus (Nürnberg)

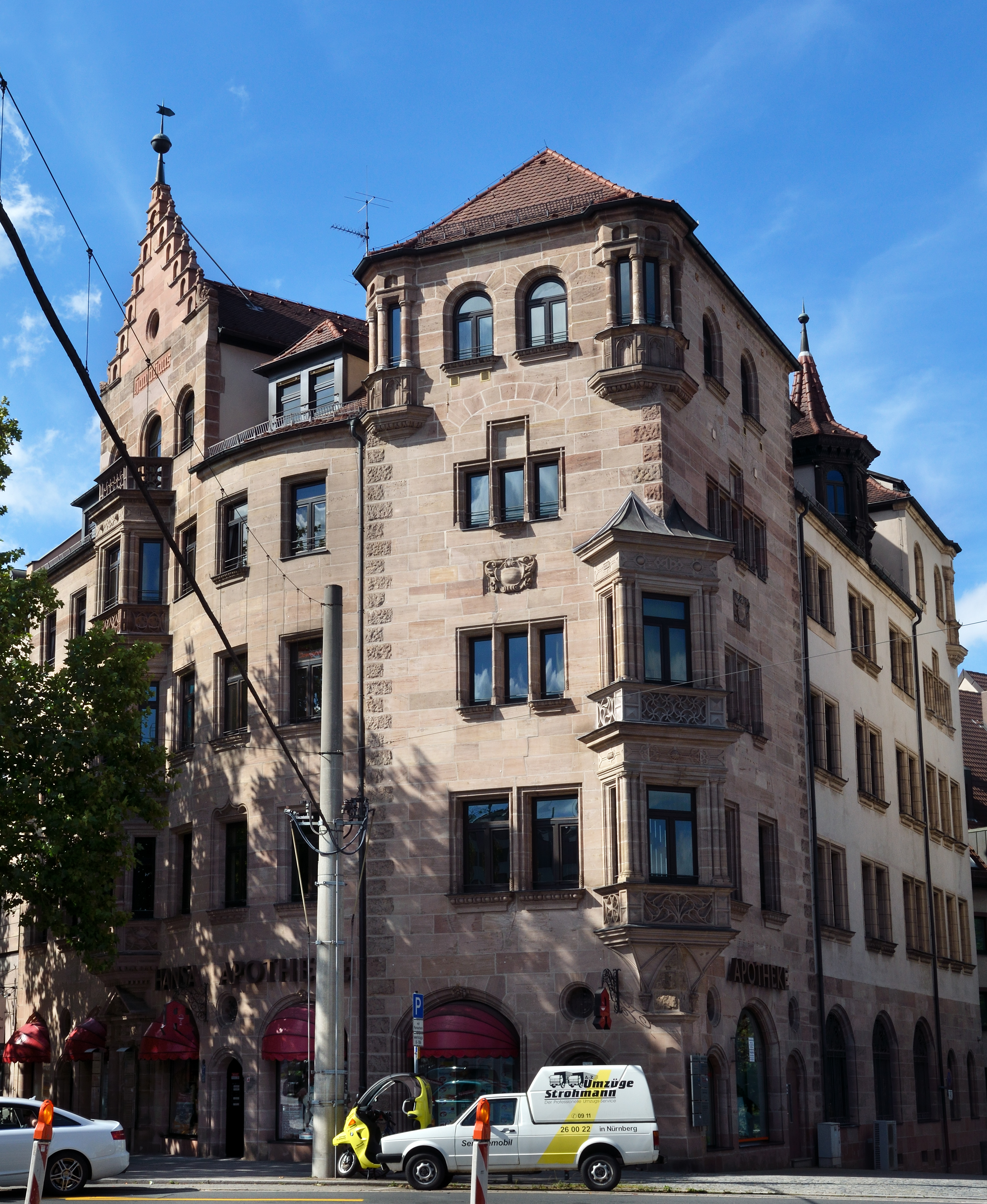
Hansa-Haus, 2011

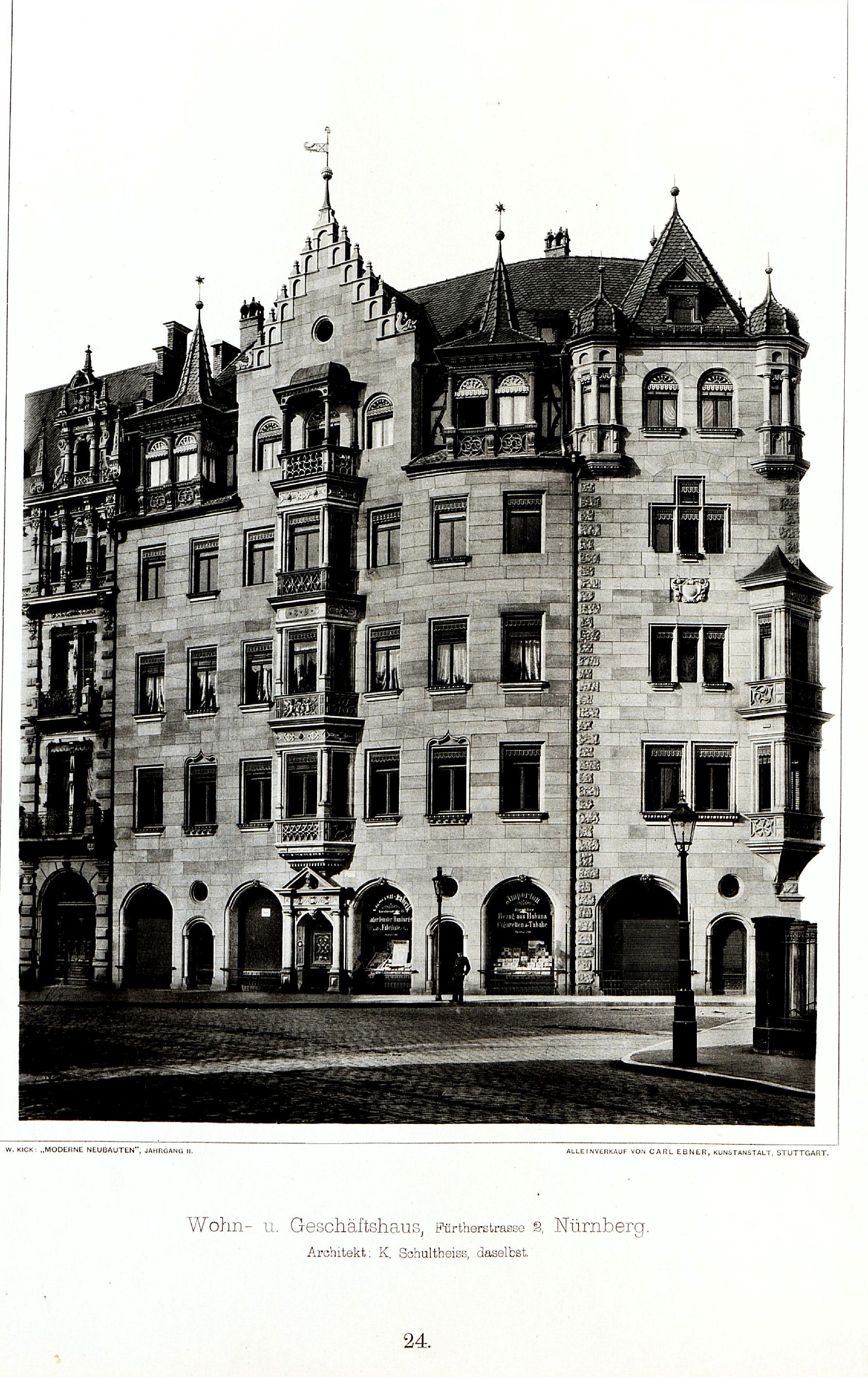
Hansa-Haus in den 1890er Jahren

Das Hansa-Haus ist ein 1893 bis 1895 errichtetes Wohn- und Geschäftshaus in Nürnberg, Fürther Straße 2. Es steht am nördlichen Ende des Verkehrsknotenpunkts Plärrer. Zuvor befand sich an dieser Stelle die sogenannte Wiss’sche Villa, die Carl Alexander Heideloff in der ersten Hälfte des 19. Jahrhunderts im orientalischen Stil entworfen hatte.
Im Zuge der Ausbreitung des Stadtgebiets im 19. Jahrhundert entstanden viele repräsentative Neubauten entlang des Altstadtrings. Typisch für den Nürnberger Stil, eine Sonderform des Historismus, zieren Elemente der Spätgotik und der Frührenaissance die Fassaden. Damit sollte bewusst an die Architektur der Blütezeit Nürnbergs im Mittelalter und der frühen Neuzeit angeschlossen werden.
Das Hansa-Haus hat außer dem Erdgeschoss mit Ladenlokalen vier Obergeschosse, in denen sich Wohnungen befinden. Eines der Ladenlokale beherbergt die Hansa-Apotheke. Der auffällige Bau mit Fassaden aus rotem Keuper-Sandstein und einem markanten Treppengiebel wurde nach Plänen des Nürnberger Architekten Conrad Schultheiss erbaut.
Im Gegensatz zu fast allen anderen Gebäuden am Plärrer überstand das Hansa-Haus sowohl die Luftangriffe im Zweiten Weltkrieg als auch die Neugestaltung des Platzes in den 1950er und 1970er Jahren ohne Schaden. Lediglich das Dach wurde nach 1945 in etwas vereinfachter Form wiederhergestellt. 

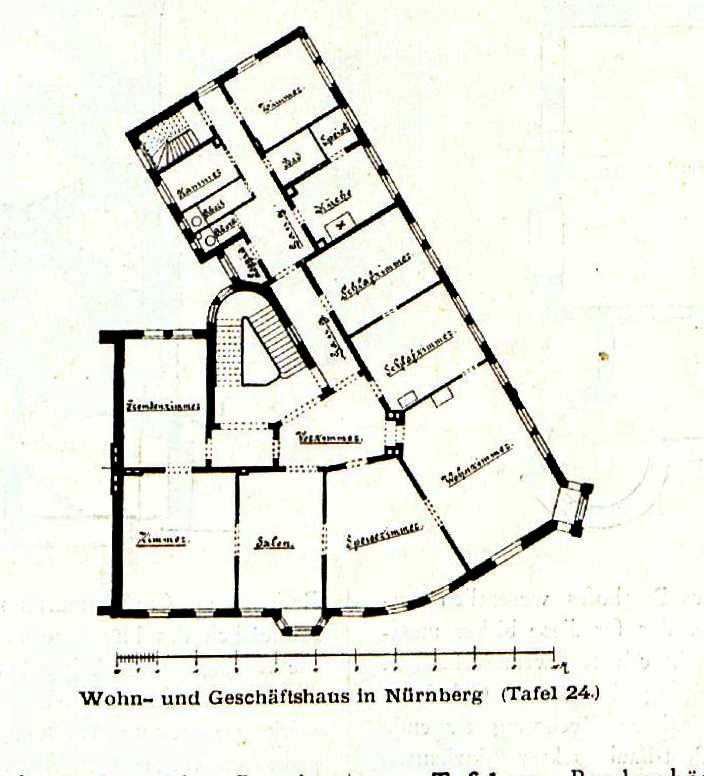
Ursprünglicher Grundriss